# Eugene Kashpureff
Eugene E. Kashpureff (* 1964 oder 1965) ist ein Entwickler von Netzwerklösungen und war Vorstand der AlterNIC Inc., Seattle.

## Der Angriff auf das DNS
Kashpureff leitete ein Konkurrenzunternehmen zur InterNIC und wollte mit seinem Unternehmen AlterNIC die bisherige Aufgabe der InterNIC, die Domainvergabe sicherzustellen, übernehmen. Um seine technische Überlegenheit gegenüber der InterNIC zu demonstrieren, nutzte er einen Programmfehler im Nameserver BIND, um per DNS-Cache-Poisoning ab dem 12. Juli 1997 unter anderem die Domain www.internic.net auf die Homepage der AlterNIC umzuleiten. Der Programmfehler war zu dem Zeitpunkt in den BIND-Versionen 4.9.6 und 8.1.1 zwar bereits behoben, aber die neuen Versionen waren noch nicht auf allen Nameservern im Internet verbreitet. Nach dieser Aktion wurde er in den USA polizeilich gesucht, flüchtete nach Kanada, wo er dann von den Behörden aufgegriffen und an die USA ausgeliefert wurde. Dort erhielt er eine Strafe von zwei Jahren auf Bewährung und 100 US-Dollar Geldbuße – den damaligen Kosten einer Domain für zwei Jahre.